# Victor Leksell

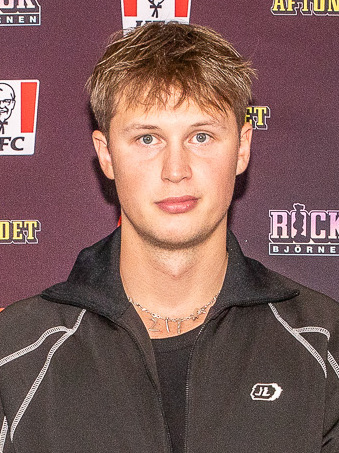
Victor Leksell (2024)

Victor Lars Andreas Leksell (* 4. April 1997 in Göteborg) ist ein schwedischer Popsänger. Mit seinem Nummer-eins-Hit Svag von 2020 stellte er den Rekord als meistgestreamter schwedischsprachiger Song auf.

## Biografie
Victor Leksell wuchs in Torslanda bei Göteborg auf und lernte mit 10 Jahren Gitarrespielen. Er nahm 2017 an der 13. Staffel von Idol teil, verpasste aber das Finale der besten 12. Ein Jahr später veröffentlichte er seine erste Single Vart du sover und kam damit auf Anhieb in die schwedischen Charts. Mit Tappat hatte er noch im selben Jahr seinen ersten größeren Hit, der in die Top 10 kam und monatelang in den Charts blieb. Es folgten zwei weitere Top-10-Singles Allt för mig und Klär av dig, ein weiterer langlebiger Hit, der ihm beim Grammis und bei P3 Guld die Nominierung als Newcomer des Jahres einbrachten. Als Gastsänger erreichte er mit der Band Estraden und dem Song Bra för dig Platz 2 der Charts.
Am 10. Dezember 2019 trat er mit dem Song Svag (übersetzt „schwach“) live beim Weihnachtsbenefiz Musikhjälpen auf. Der langsame, nachdenkliche Gitarrenpopsong handelt von dem Gefühl der Verletzlichkeit und Atemlosigkeit sobald eine Person, in die man verliebt ist, den Raum betritt. Nach anhaltenden Nachfragen nahm er eine Studioversion auf und veröffentlichte sie im Januar 2020. Sie stieg sofort auf  Platz 1 der Charts ein und hielt sich dort 7 Wochen. In den folgenden Monaten fiel das Lied nie unter Platz 3 und kehrte mehrfach an die Spitze zurück. Im Februar wurde es in Norwegen veröffentlicht und stieg auch dort einige Wochen später auf Platz 1. In beiden Ländern stand es jeweils insgesamt 13 Wochen auf der Topposition. Im Juli stellte es einen neuen Rekord als meistgestreamter schwedischsprachiger Song auf.
Im Juni 2020 veröffentlichte Leksell sein Debütalbum Fånga mig när jag faller, auf dem neben Svag auch seine vorherigen Top-10-Hits enthalten sind. Es stieg ebenfalls auf Platz 1 der Charts ein und erreichte in Norwegen Platz 3.

## Diskografie

### Alben
| Jahr | Titel                    | Höchstplatzierung, Gesamtwochen, AuszeichnungChartplatzierungen (Jahr, Titel, Platzierungen, Wochen, Auszeichnungen, Anmerkungen) | Höchstplatzierung, Gesamtwochen, AuszeichnungChartplatzierungen (Jahr, Titel, Platzierungen, Wochen, Auszeichnungen, Anmerkungen) | Anmerkungen                           |
| Jahr | Titel                    | SE | NO | Anmerkungen                           |
| ---- | ------------------------ | --- | --- | ------------------------------------- |
| 2020 | Fånga mig när jag faller | SE1 (… Wo.)SE | NO3 Platin · (58 Wo.)NO | Erstveröffentlichung: 17. Juni 2020   |
| 2024 | Tid & tro                | SE1 ×2Doppelplatin · (… Wo.)SE | — | Erstveröffentlichung: 19. Januar 2024 |

### Singles
| Jahr | Titel Album                                       | Höchstplatzierung, Gesamtwochen, AuszeichnungChartplatzierungen (Jahr, Titel, Album, Platzierungen, Wochen, Auszeichnungen, Anmerkungen) | Höchstplatzierung, Gesamtwochen, AuszeichnungChartplatzierungen (Jahr, Titel, Album, Platzierungen, Wochen, Auszeichnungen, Anmerkungen) | Anmerkungen |
| Jahr | Titel Album                                       | SE | NO | Anmerkungen |
| --- | ------------------------------------------------- | --- | --- | --- |
| 2018 | Vart du sover Fånga mig när jag faller            | SE49 Platin · (5 Wo.)SE | — | Erstveröffentlichung: 25. Mai 2018 |
| 2018 | Tappat Fånga mig när jag faller                   | SE6 ×3Dreifachplatin · (40 Wo.)SE | — | Erstveröffentlichung: 12. Oktober 2018 |
| 2019 | Allt för mig Fånga mig när jag faller             | SE4 Platin · (11 Wo.)SE | — | Erstveröffentlichung: 25. Januar 2019 |
| 2019 | Klär av dig Fånga mig när jag faller              | SE8 Platin · (54 Wo.)SE | — | Erstveröffentlichung: 7. Juni 2019 |
| 2020 | Svag Fånga mig när jag faller                     | SE1 ×9Neunfachplatin · (207 Wo.)SE | NO1 ×9Neunfachplatin · (66 Wo.)NO | Erstveröffentlichung: 17. Januar 2020 Autoren: Kevin Högdahl, Carl Silvergran, Felix Flygare Floderer, Niklas Carson-Mattson, Victor Leksell |
| 2020 | Fantasi Fånga mig när jag faller                  | SE7 Platin · (25 Wo.)SE | — | Erstveröffentlichung: 13. März 2020 |
| 2020 | Gav allt Sex Känslor                              | SE4 Platin · (12 Wo.)SE | — | Erstveröffentlichung: 3. April 2020 mit Jireel & Reyn                                                                                        |
| 2020 | Sverige –                                         | SE11 Platin · (13 Wo.)SE | — | Erstveröffentlichung: 10. April 2020 mit Molly Sandén & Joakim Berg                                                                          |
| 2021 | Tystnar i luren PS jag hatar dig                  | SE1 ×5Fünffachplatin · (92 Wo.)SE | — | Erstveröffentlichung: 12. Februar 2021 mit Miriam Bryant                                                                                     |
| 2021 | Snälla bli min Spotify Studio It’s Hits Recording | SE2 (18 Wo.)SE | — | Erstveröffentlichung: 14. Mai 2021 |
| 2021 | Eld & lågor Tid & tro                             | SE4 ×3Dreifachplatin · (52 Wo.)SE | — | Erstveröffentlichung: 27. August 2021 |
| 2022 | Hela världen är min Tid & tro                     | SE6 ×2Doppelplatin · (30 Wo.)SE | — | Erstveröffentlichung: 18. März 2022 |
| 2022 | Leilo brenner –                                   | SE51 (1 Wo.)SE | NO17 (4 Wo.)NO | Erstveröffentlichung: 10. Juni 2022 mit Ramón                                                                                                |
| 2022 | Din låt Tid & tro                                 | SE1 ×5Fünffachplatin · (80 Wo.)SE | NO— GoldNO | Erstveröffentlichung: 22. Juli 2022 mit Einár                                                                                                |
| 2022 | Rymden och tillbaks –                             | SE9 (9 Wo.)SE | — | Erstveröffentlichung: 12. November 2022 mit Norlie & KKV                                                                                     |
| 2023 | Nätterna i Göteborg Tid & tro                     | SE1 (35 Wo.)SE | — | Erstveröffentlichung: 6. Januar 2023 |
| 2023 | Fånga mig när jag faller Tid & tro                | SE3 (36 Wo.)SE | — | Erstveröffentlichung: 28. April 2023 |
| 2023 | Ingen kan slå (Boten Anna) –                      | SE4 (13 Wo.)SE | — | Erstveröffentlichung: 23. Juni 2023 mit Basshunter                                                                                           |
| 2023 | Natten blir till dag Tid & tro                    | SE4 (13 Wo.)SE | — | Erstveröffentlichung: 25. August 2023 |
| 2023 | Ramla Tid & tro                                   | SE8 (13 Wo.)SE | — | Erstveröffentlichung: 24. November 2023 |
| 2023 | Låt Mig Va –                                      | SE1 (60 Wo.)SE | — | Erstveröffentlichung: 25. Dezember 2023 mit Bolaget                                                                                          |
| 2024 | Lost and Found –                                  | SE1 Platin · (39 Wo.)SE | — | Erstveröffentlichung: 20. September 2024 mit Molly Sandén                                                                                    |
| 2025 | Skriker mitt namn –                               | SE2 (23 Wo.)SE | — | Erstveröffentlichung: 17. Januar 2025 |
| 2025 | Hur många mil –                                   | SE5 (… Wo.)SE | — | Erstveröffentlichung: 4. April 2025 |
| 2025 | Lys på mig –                                      | SE8 (… Wo.)SE | — | Erstveröffentlichung: 30. Mai 2025 |
| 2025 | Ta mig aldrig härifrån –                          | SE4 (… Wo.)SE | — | Erstveröffentlichung: 13. Juni 2025 mit De Vet Du                                                                                            |
| Folgende Lieder erschienen nicht als Single, wurden aber durch das Album zum Download und Streaming bereitgestellt und konnten somit eine Platzierung erlangen: |                                                   | | | |
| |                                                   | | | |
| 2020 | Bedövning Fånga mig när jag faller                | SE3 (35 Wo.)SE | — | |
| 2020 | Ha dig igen Fånga mig när jag faller              | SE5 (25 Wo.)SE | — | |
| 2020 | Om igen Fånga mig när jag faller                  | SE10 (11 Wo.)SE | — | |
| 2020 | Va min Fånga mig när jag faller                   | SE15 (6 Wo.)SE | — | mit Newkid & Jireel |
| 2020 | Alla dessa gånger Fånga mig när jag faller        | SE32 (2 Wo.)SE | — | |
| 2024 | Tid & tro                                         | SE5 (12 Wo.)SE | — | |
| 2024 | Fotografi Tid & tro                               | SE36 (1 Wo.)SE | — | |
| 2024 | Om jag somnar Tid & tro                           | SE47 (1 Wo.)SE | — | |
| 2024 | Natthimlen Tid & tro                              | SE44 (33 Wo.)SE | — | |
| 2024 | Dårar Tid & tro                                   | SE90 (1 Wo.)SE | — | |

### Gastbeiträge
| Jahr | Titel Album                       | Höchstplatzierung, Gesamtwochen, AuszeichnungChartplatzierungen (Jahr, Titel, Album, Platzierungen, Wochen, Auszeichnungen, Anmerkungen) | Höchstplatzierung, Gesamtwochen, AuszeichnungChartplatzierungen (Jahr, Titel, Album, Platzierungen, Wochen, Auszeichnungen, Anmerkungen) | Anmerkungen                                                           |
| Jahr | Titel Album                       | SE | NO | Anmerkungen                                                           |
| ---- | --------------------------------- | --- | --- | --------------------------------------------------------------------- |
| 2019 | Bra för dig Mellan hägg och syren | SE2 ×3Dreifachplatin · (63 Wo.)SE | — | Erstveröffentlichung: 30. August 2019 Estraden feat. Victor Leksell   |
| 2019 | Flightmode –                      | SE36 (2 Wo.)SE | — | Erstveröffentlichung: 21. August 2020 Rymdpojken feat. Victor Leksell |
| 2023 | Stor man –                        | SE15 Gold · (10 Wo.)SE | — | Erstveröffentlichung: 7. Juli 2023 Tobias Rahim feat. Victor Leksell  |

## Auszeichnungen für Musikverkäufe
| Goldene Schallplatte - Dänemark - 2022: für das Album Fånga mig när jag faller | 3× Platin-Schallplatte - Dänemark - 2025: für die Single Svag |

Anmerkung: Auszeichnungen in Ländern aus den Charttabellen bzw. Chartboxen sind in ebendiesen zu finden.
| Land/RegionAuszeichnungen für Musikverkäufe (Land/Region, Auszeichnungen, Verkäufe, Quellen) | Gold     | Platin       | Verkäufe  | Quellen              |
| -------------------------------------------------------------------------------------------- | -------- | ------------ | --------- | -------------------- |
| Dänemark (IFPI)                                                                              | Gold1    | 3× Platin3   | 280.000   | ifpi.dk              |
| Norwegen (IFPI)                                                                              | Gold1    | 10× Platin10 | 590.000   | ifpi.no              |
| Schweden (IFPI)                                                                              | Gold1    | 39× Platin39 | 3.150.000 | sverigetopplistan.se |
| Insgesamt                                                                                    | 3× Gold3 | 52× Platin52 |           |                      |